# تسیکوته (کوسیریچ)
تسیکوته (به صربی: Cikote) یک روستا در صربستان است که در کوسیریچ واقع شده‌است. تسیکوته ۲۷۲ نفر جمعیت دارد.